# Convención de Constantinopla (1881)

Mapa de la expansión territorial de Grecia, en las que aparecen las regiones que obtuvo merced a la convención (Tesalia y la zona de Arta).

La Convención de Constantinopla la firmaron el Reino de Grecia y el Imperio otomano el 2 de julio de 1881 y comportó la cesión por parte de este de la región de Tesalia (salvo la comarca de Elassona, que no sería tomada por Grecia hasta el 20 de octubre de 1912) y de parte del Epiro meridional (la prefectura de Arta) a aquella.

## Antecedentes
El estallido de la grave «Crisis Oriental» de 1875 llevó a muchos en Grecia a pensar que se presentaba una oportunidad para llevar a cabo la Megali Idea y anexionarse los territorios otomanos del norte de la península. Al mismo tiempo, los mandatarios helenos, empezando por el mismo rey Jorge I, eran conscientes de que las grandes potencias, especialmente el Reino Unido, no eran favorables a tales planes, por lo que adoptaron una actitud cauta, dada la mala situación militar del país. Reforzaba esta pasividad el temor al paneslavismo generado por la reciente crisis desatada por la creación del exarcado búlgaro. La desconfianza hacía difícil la colaboración balcánica. Así, por ejemplo, el Gobierno griego rechazó la propuesta del príncipe serbio Milan para atacar conjuntamente a los otomanos y repartirse Macedonia aprovechando la liga que los dos países habían rubricado en 1867.
Cuando la Crisis Oriental desencadenó la guerra entre el Imperio otomano y Serbia en 1876, Rusia, atraída inexorablemente a intervenir militarmente en el conflicto, trató de pactar con Austria mediante el Acuerdo del Reichstadt. En este los dos imperios estipularon que no se crearía un gran Estado eslavo en los Balcanes, que Bulgaria y Albania obtendrían la autonomía, y que los tres Estados existentes —Serbia, Grecia y Montenegro— se anexionarían algunos territorios. Para Grecia, estos debían ser Tesalia, Creta y parte del Epiro. Sin embargo, el gobierno griego de Alexandros Kumunduros mantuvo una neutralidad estricta, según los deseos del rey. Rehusó las propuestas de Serbia y Rumanía para hacer causa común, aunque ambas hicieron hincapié en la necesidad de actuar para impedir que Rusia crease una «Gran Bulgaria». No obstante, la opinión pública griega se tornó belicista y exigió participar en la contienda cuando las potencias se aprestaban ya a acudir a la Conferencia de Constantinopla. Grecia se sumió en una larga crisis política interna: el rey por un lado rechazaba tajantemente coligarse con Rusia o con los Estados balcánicos eslavos, mientras que Kumunduros y su rival, Epameinontas Deligeorgis, se turnaban en la Presidencia del Gobierno. El Gobierno otomano rechazó las propuestas de la Conferencia de Constantinopla, pero no por ello dejaron estas de indignar a la opinión pública griega; pese a que Grecia había seguido las recomendaciones de las grandes potencias, la conferencia había soslayado sus deseos, al tiempo que Rusia avanzaba en sus planes para una crear una «Gran Bulgaria».
La situación política cambió con el estallido de la guerra ruso-turca de 1877-78: Grecia empezó a sopesar entrar en guerra. Incluso el rey Jorge, decepcionado con los británicos, favorecía ya una actitud más belicosa. Sin embargo, para cuando el gobierno griego aprestó sus fuerzas para invadir Tesalia, los otomanos ya habían sofocado las revueltas que habían surgido en Epiro, Tesalia y Macedonia; solamente en Creta continuaba la rebelión; rusos y otomanos, por añadidura, negociaban un armisticio.

## San Stefano y el Congreso de Berlín

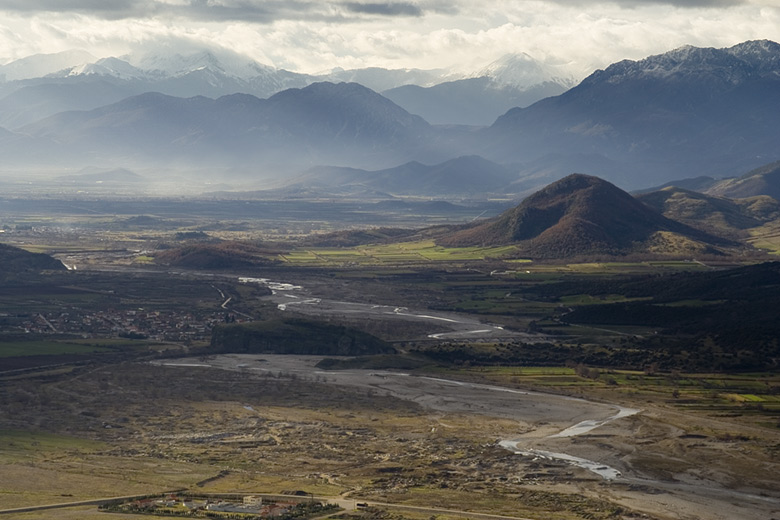
Imagen panorámica de la llanura de Tesalia

El Tratado de San Stefano causó indignación en Grecia. Bulgaria no solo obtenía las tierras que Grecia reclamaba para sí y que contaban con zonas con abundante población de cultura griega, sino que los territorios que se le asignaban cortaban el camino natural de la expansión helena hacia el objetivo final del irredentismo griego: Constantinopla. Lo pactado también sorprendió al Reino Unido, cuyo gobierno abandonó el dogma de la integridad territorial del Imperio otomano —considerado ya insostenible— para empezar a sopesar el utilizar a Grecia como obstáculo al paneslavismo que propugnaba Rusia. Al propio tiempo, los británicos deseaban mejorar las relaciones greco-otomanas e intentar incluso que los Gobiernos de las dos naciones colaborasen, pese a la hostilidad de la opinión pública griega, que hacía que tales planes fuesen improbables. Para favorecer las posibilidades de acercamiento, el Gobierno londinense planteó que Grecia recibiese territorios. El rey Jorge planteó que la nueva frontera siguiese el curso de los ríos Haliacmón y Aoo; el Gobierno británico se negó a prometer nada, pero entabló negociaciones con la Sublime Puerta para lograr que la frontera helena pasase a la línea definida por el curso de los ríos Kalamas y Peneo.
El Reino Unido tuvo dos objetivos principales en el Congreso de Berlín: la reducción de Bulgaria (y consiguientemente de la influencia rusa en los Balcanes) y la cesión de Chipre. La diplomacia británica trató de utilizar las reclamaciones griegas para alcanzar el primero objetivo, y por ello ya en la primera sesión del congreso, lord Salisbury propuso invitar a un representante griego para que participase en las negociaciones concernientes a las «provincias griegas de Turquía» —Creta, Tesalia, Epiro, Macedonia y Tracia—. Como Rusia se opuso rotundamente, finalmente se aceptó una propuesta francesa: el delegado griego asistiría únicamente a las sesiones que tratasen de los territorios otomanos fronterizos al reino —Epiro y Tesalia— y Creta. El representante griego, Theodoros Deligiannis, tenía instrucciones para reclamar los tres. Debía respaldar a las potencias que se opusiesen a la expansión búlgara en Macedonia y Tracia y, si resultaba factible, obtener alguna clase de autonomía para las «provincias griegas remotas» garantizada por las potencias. No debía mencionar las islas orientales del Egeo, ni el principado autónomo de Samos. Diligiannis y el embajador griego en Berlín, Alexandros Rizos Rangavis, presentaron la posición de su país el 29 de junio. Las exigencias griegas devinieron en mero objeto de canje en los tratos de las grandes potencias, aunque Alemania y Rusia eran favorables a que el reino obtuviese Tesalia y Creta; los británicos las emplearon para acuciar al sultán para que les cediese Chipre, amenazando con apoyar la posición griega si no lo hacía. En efecto, cuando el sultán accedió a entregar Chipre al Reino Unido, la delegación británica abandonó todo apoyo a las reclamaciones griegas. Únicamente el interés del ministro de Asuntos Exteriores francés, William Waddington, mantuvo vivas las pretensiones de Atenas. Finalmente, en el Decimotercer Protocolo del 5 de julio de 1878, las potencias exhortaron a la Sublime Puerta a pactar con Grecia una nueva frontera en Tesalia y el Epiro. Las potencias propusieron que esta siguiese el curso del Kalamas y el Peneo, pero dejaron el asunto intencionadamente vago y a la discreción de los dos Gobiernos; únicamente si estos no alcanzaban un acuerdo se ofrecían a mediar entre ellos.
El Gobierno otomano se negó, empero, a aplicar lo dispuesto en el protocolo, lo que colocó al imperio al borde de la guerra con Grecia. Finalmente, las potencias apretaron a esta para que redujese sus pretensiones.

## Tratado
Las grandes potencias y el Imperio otomano firmaron el tratado el 24 de mayo de 1881 que definió la nueva frontera greco-otomana y que supuso la incorporación de la mayoría de Tesalia (excepto la comarca de Elassona) y de la región de Arta a Grecia. A cambio, esta se comprometió entre otras cosas a respetar la identidad religiosa y la autonomía, así como las posesiones de la abundante población musulmana de Tesalia (incluidas las propiedades privadas del sultán y las de la familia imperial otomana). Grecia y el imperio ratificaron el tratado el 2 de julio; por parte griega lo rubricó el embajador destinado en Constantinopla, Andreas Kundoriotis, y por la otomana, el presidente del Consejo de Estado, Mahmud Server Bajá.